# Gennaro Fiore
Gennaro Fiore (fl. XX secolo) è stato un calciatore italiano, di ruolo attaccante.

## Carriera
È stato un pioniere del calcio italiano.

Nel 1908 insieme a Leonida Bertone, Willy Fornari, Andrea Bonifacio, Italo Moretti ed altri, fondò il Savoia di Torre Annunziata.

Giocò  nel campionato di Prima Categoria 1920-1921 e in quello successivo di Prima Divisione 1921-1922 per un totale di 7 presenze in massima serie.

## Statistiche

### Presenze e reti nei club
| Stagione      | Squadra       | Campionato    | Campionato | Campionato | Coppe nazionali | Coppe nazionali | Coppe nazionali | Altre coppe    | Altre coppe | Altre coppe | Totale | Totale |
| Stagione      | Squadra       | Comp          | Pres       | Reti       | Comp            | Pres            | Reti            | Comp           | Pres        | Reti        | Pres   | Reti   |
| ------------- | ------------- | ------------- | ---------- | ---------- | --------------- | --------------- | --------------- | -------------- | ----------- | ----------- | ------ | ------ |
| 1920-1921     | Savoia        | PC            | 4          | 0          |                 |                 |                 | Coppa Giordano | 1           | 0           | 5      | 0      |
| 1921-1922     | Savoia        | PD            | 3          | 0          |                 |                 |                 |                |             |             | 3      | 0      |
| Totale Savoia | Totale Savoia | Totale Savoia | 7          | 0          |                 |                 |                 |                | 1           | 0           | 8      | 0      |